# Ръш (окръг, Индиана)
Вижте пояснителната страница за други значения на Ръш.
Окръг Ръш (на английски: Rush County) е окръг в щата Индиана, Съединени американски щати. Площта му е 1059 km², а населението е 16 752 души (1 април 2020). Административен център е град Ръшвил.